# Elvira Fernández de Córdoba
Elvira Fernández de Córdoba (m. Sessa Aurunca, Reino de Nápoles, 8 de septiembre de 1524) fue la II duquesa de Sessa, siendo la heredera de los títulos nobiliarios de su padre, Gonzalo Fernández de Córdoba, el Gran Capitán. Contrajo matrimonio con el IV conde de Cabra, Luis Fernández de Córdoba y Zúñiga.

## Biografía
Elvira nació del segundo matrimonio del Gran Capitán, quien contrajo nupcias con María Manrique de Figueroa y Mendoza. Tuvo una hermana llamada Beatriz, quien se dice que murió siendo doncella en Génova, por lo que Elvira quedó como única heredera de los títulos y posesiones de su padre.
Su padre, antes de ser heredera, intentó casarla en Nápoles con Federico Colonna, heredero al ducado de Tagliacozzo y al de Alba. Las escrituras se formalizaron el 11 de octubre de 1511, aunque el matrimonio nunca llegó a realizarse. El segundo intento, de regreso en España, fue casarla con el amigo de su padre y dos veces viudo Bernardino Fernández de Velasco, condestable de Castilla, aunque de nuevo fracasó. Incluso el monarca Fernando el Católico intentaría casarla en dos ocasiones con su sobrino, Alfonso de Aragón y Portugal, y su nieto, Hernando de Aragón. La muerte le llegaría al Gran Capitán en 1515, y de nuevo trataron de casarla con su primo Pedro Fernández de Córdoba, aunque la muerte le llegó antes de lo esperable.
Finalmente la heredera del Gran Capitán contraería matrimonio con el IV conde de Cabra, Luis Fernández de Córdoba. Debido a que eran primos, el papa León X les concedió la bula pontificia el 3 de mayo de 1516. Las capitulaciones se realizaron por el padre del conde en Baena el 14 de marzo de 1518; mientras que por la parte de la novia se efectuaron por la madre de Elvira el 18 de marzo en Granada, ante Fernando de Herrera, escribano de la reina Juana I de Castilla. El conde de Cabra otorgó 10.000 ducados de arras en favor de la duquesa por la excelencia y honra de su persona, mientras que ofreció sus villas de Iznájar y Doña Mencía y 30.000 ducados para afrontar las deudas dejadas tras el fallecimiento del Gran Capitán.
El emperador Carlos I de España mandó una Real Provisión desde La Coruña a fecha de 10 de mayo de 1520 para Elvira y su madre en la que se instaba a recordar la memoria del Gran Capitán y sus hazañas, y que sus bienes en Nápoles no podrían ser enajenados como recompensa a sus servicios.

### Traslado a Nápoles
En 1521, Elvira y su esposo se dirigían al Reino de Nápoles para tomar posesión de sus estados napolitanos, heredados de su padre. Fueron recibidos con todos los honores por el virrey Ramón Folch de Cardona y se establecieron en Nápoles, en un palacio cercano a San Giovanni Maggiore que había sido concedido por Fernando el Católico al Gran Capitán. Habitaron allí durante año y medio, en el que conocieron a exmilitantes de su suegro, como el humanista Pietro Gravina, así como grandes autores como Baltasar de Castiglione y Paolo Giovio. Este último fue instado por Luis para escribir su famosa Vida del Gran Capitán. Juan Ginés de Sepúlveda dedicaría a los duques su Dialogus de appetenda gloria qui inscribitur Gonsalvus.
En 1522 su marido fue nombrado embajador de España en los Estados Pontificios, residiendo él la mayor parte en Roma, mientras que ella se mantuvo en Sessa, donde finalmente falleció el 8 de septiembre de 1524 debido al parto de su quinto hijo, que no sobrevivió. El matrimonio tuvo cuatro hijos, entre ellos su heredero Gonzalo, así como sus hijas María, Beatriz y Francisca.
Su cuerpo fue enterrado en la iglesia del convento de San Francisco de Sessa Aurunca. No obstante, su hijo Gonzalo trasladaría sus restos y los de su esposo a la capilla mayor del Real Monasterio de San Jerónimo de Granada, al lado de la sepultura del Gran Capitán.